# (505) Cava
(505) Cava est un astéroïde de la ceinture principale découvert par Royal Harwood Frost le 21 août 1902.